# ارنست گابر
ارنست گابر (آلمانی: Ernst Gaber؛ ۶ ژوئن ۱۹۰۷ – ۱۳ اوت ۱۹۷۵) قایقران روئینگ اهل آلمان بود.
وی در مسابقات کشوری و بین‌المللی در مجموع برندهٔ ۲ مدال طلا، ۱ مدال نقره شده‌است.